# Jahňací štít
Der Jahňací štít (deutsch Weißseespitze, polnisch Jagnięcy Szczyt, ungarisch Fehér-tavi-csúcs) ist ein zweigipfeliger, 2230 m n.m. hoher Berg im slowakischen Teil der Hohen Tatra im äußersten Nordosten eines ausgedehnten Massivs am Ende des Hauptkamms. Die beiden Gipfel, von denen der südwestliche der höhere ist, sind durch einen fast horizontalen Grat verbunden. An der Weißseespitze kreuzen sich ein Grat nach Nordost, der zum Sattel Kopské sedlo (Kopapass) abfällt, und ein Südost-Grat, der sich zum Kozí štít (Gemsenspitze) hin erstreckt.

## Topographie

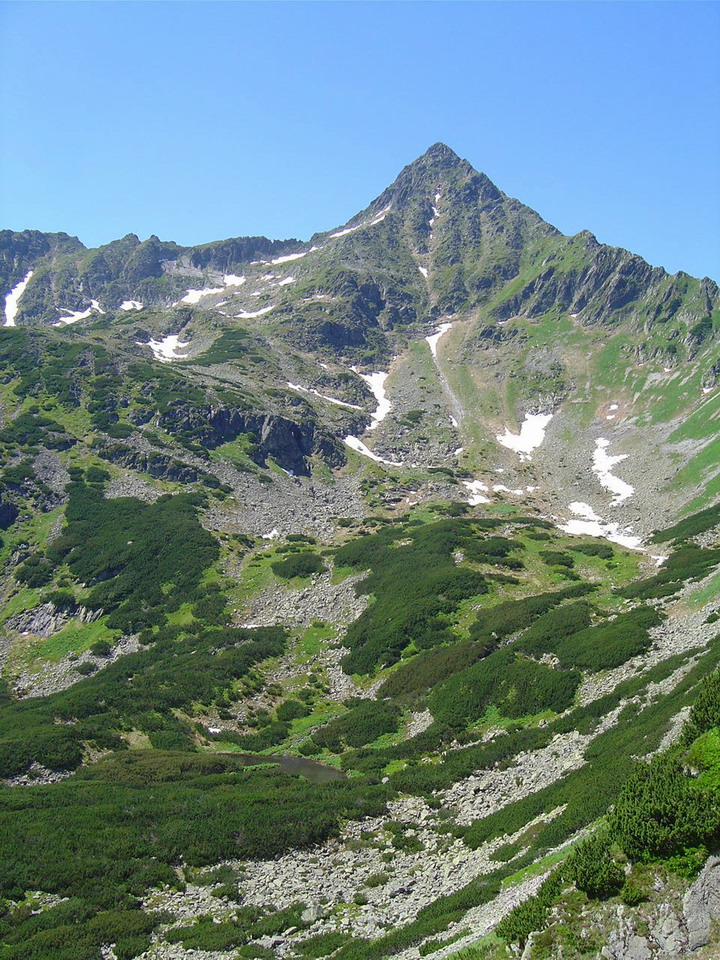
Der Berg vom Sattel Kopské sedlo aus gesehen

Die Weißseespitze befindet sich zwischen dem Felsturm Belasá veža (Blauseeturm ) im Massiv des Malý Kolový štít (Englisch-Spitze) – er wird durch den Sattel Kolové sedlo (Plockseejoch) und Hlúpy (Thörichter Gern) getrennt – und dem Kopské sedlo, der die Grenze zwischen der Hohen Tatra und der Belaer Tatra bildet.
Über dem Kolové sedlo im südwestlichen Rücken des Jahňací štít befinden sich, der Reihe nach,
- Kolový priechod (Pflockseekerbe),
- Vyšný Kolový priechod (Kleiner Weißseezahn),
- Malý jahňací zub (Kleiner Weißseezahn),
- Nižný jahňací zárez (Untere Weißseekerbe),
- Veľký jahňací zub (Großer Weißseezahn) und
- Vyšný jahňací zárez (Obere Weißseekerbe).

Der auf den Kopské sedlo nach Nordosten absteigende Grat wird wiederum Meďodolský hrebeň (Schachtgrat) genannt. Die nächstgelegene Erhebung in diesem Grat ist die Biela kôpka (Weißes Köpfchen).

## Etymologie
Der deutsche Name bezieht sich auf das Weißseetal (Dolina Bielych plies), das im Osten der Weißseespitze liegt, und die darin gelegenen Weißen Seen (Biele plesá). Der slowakische und der polnische Name beziehen sich auf das Hochkar Lämmergrund (Jahňacia dolina, Dolina Jagnięca), auch früher auf Deutsch und Ungarisch sagte man Gemsenspitze beziehungsweise Zerge-csúcs. Zwar trieben Hirten aus Kežmarok (deutsch Kesmark), Spišská Belá (deutsch Zipser Bela) und Rakúsy (deutsch Roks)  ihre Schafherden in die umliegenden Bergweiden, unter Lämmern verstanden Jäger und Raubschützen jedoch junge Gämsen. Georg Buchholtz d. J. bezeichnete 1724 den Berg wenig schmeichelhaft als „abscheulicher Felsen“, kannte aber auch den volkstümlichen Namen Lastovicza (später zu „Schwalbenberg“ eingedeutscht), der sich auf das häufige Vorkommen von Mauerläufern in der Umgebung der Bergs bezieht.

## Geschichte
Möglicherweise standen noch vor der ersten dokumentierten Besteigung Hirten oder Gämsenjäger auf dem Gipfel. Der englische Naturwissenschaftler und Reisende Robert Townson zusammen mit Bergführer und Gämsenjäger Hans Gross gelten als erste bekannte Besteiger. Townson beschrieb seine Reise in der Hohen Tatra im 1797 ausgegebenen Buch Travels in Hungary: With a Short Account of Vienna in the Year 1793 und bezeichnet dort den Berg englisch White Lake Peak. Die Aufstiegsroute führte über die Seen Červené pleso (Roter See) und Belasé pleso (Blauer See) zum Hauptkamm und von dort zum Gipfel, den Townson am 9. August 1793 bestieg. Der Abstieg erfolgte nordöstlich des Bergs um die verlassenen Kupferbergwerke zum Durlsberg, heute slowakisch Belianska kopa bezeichnet. Die mit einem Barometer gemessene Höhe von 2112 m (nach Umrechnung) weicht mit einer Differenz von 118 m gegenüber der tatsächlichen Höhe erheblich ab, obwohl Townson die Höhe des Zelené pleso (deutsch Grünsee) relativ genau mit einer Abweichung von zwei Metern bestimmt hatte.
In der Folgezeit blieb der Jahňací štít jedoch relativ unbekannt. Den zweiten bekannten Aufstieg führte erst im Juli 1858 Martin Róth mit einem unbekannten Gesellen durch. Nach Angaben einer Zeitung aus dem Jahr 1900 standen bis dato 120 Personen auf dem Gipfel. Der touristische Weg wurde 1911–1912 angelegt.

## Tourismus
Der Berggipfel ist über einen gelb markierten Weg von der Berghütte Chata pri Zelenom plese über den Sattel Kolové sedlo erreichbar. Bei der Hütte trifft dieser Weg den rot markierten Wanderweg Tatranská magistrála, weiter talabwärts geht er über Šalviový prameň (Kressbrunn) zum Ort Biela Voda (Weißwasser) bei Kežmarské Žľaby.